# Henri Nadot-Fontenay
Pour les articles homonymes, voir Nadot.
Henri Nadot-Fontenay, né le 4 avril 1739 à Saint-Germain-en-Laye, mort en août 1833, est un général de division de la Révolution française.

## États de service
Il entre en service le 1er décembre 1755, comme lieutenant en second au régiment Royal-infanterie, et il sert à Minorque de 1756 à 1763. Le 27 novembre 1765, il est nommé lieutenant à la compagnie colonelle, et le 11 mai 1769, capitaine commandant de cette compagnie. Passé à une compagnie le 17 juin 1770, il passe capitaine en second à la nouvelle formation en 1776. Capitaine commandant le 4 juillet 1777, il est fait chevalier de Saint-Louis et capitaine commandant la compagnie de grenadiers le 9 novembre 1782.
Le 3 mai 1787 il reçoit son brevet de major au régiment de Picardie infanterie, et il est nommé colonel le 9 octobre 1792 au 2e régiment d’infanterie. Il est promu général de brigade le 8 mars 1793 à l’armée du Nord, et il est blessé d'un coup de feu à l'avant-bras gauche le 18 mars à la bataille de Neerwinden. Le 15 mai 1793 il est nommé général de division à l’armée des Ardennes, mais le 16 août suivant il n'a pas rejoint son affectation. Mis en non-activité le 1er octobre 1793, il est admis à la retraite le 7 janvier 1794.
Il meurt en août 1833.

## Sources
- (en) « Generals Who Served in the French Army during the Period 1789 - 1814: Eberle to Exelmans »
- (pl) « Napoléon.org.pl »
- Georges Six, Dictionnaire biographique des généraux & amiraux français de la Révolution et de l'Empire (1792-1814), Paris : Librairie G. Saffroy, 1934, 2 vol., p. 247-248